# Szkółki Krępskie
Szkółki Krępskie – osada w Polsce położona w województwie mazowieckim, w powiecie garwolińskim, w gminie Maciejowice.
W latach 1975–1998 miejscowość administracyjnie należała do województwa siedleckiego.